# جون هيرست (لاعب رماية)
جون هيرست (بالإنجليزية: John Hurst)‏ هو لاعب رماية أمريكي، ولد في 23 نوفمبر 1933 في لوس أنجلوس في الولايات المتحدة.

## وصلات خارجية
- جون هيرست على موقع أوليمبيديا (الإنجليزية)